# جون إدوارد لامب
جون إدوارد لامب (بالإنجليزية: John Edward Lamb)‏ هو محامي وسياسي أمريكي، ولد في 26 ديسمبر 1852 في تير هوت في الولايات المتحدة، وتوفي في 23 أغسطس 1914. حزبياً، نشط في الحزب الديمقراطي. وقد انتخب عضو مجلس النواب الأمريكي.